# پسر شجاع
پسر شجاع با نام اصلی داستان دان چاک (به ژاپنی: ドン・チャック物語 Don Chuck Monogatari) نام یک مجموعه تلویزیونی پویانمایی ژاپنی است. این سریال محصول استودیو Knack در بین سال‌های ۱۹۷۵ تا ۱۹۷۸ میلادی است. انیمیشن پسر شجاع در اوایل دهه شصت خورشیدی به مدیریت دوبلاژ غلامعلی افشاریه برای شبکه اول تلویزیون ایران به فارسی دوبله و پس از آن چندین بار از این شبکه - و بعدها توسط شبکه‌های جدیدتر مانند شبکه تهران، پویا _ نهال و سایر شبکه‌های تلویزیونی محلی - پخش شد (و البته همچنان نیز گاه گاه پخش می‌شود). با توجه به تعداد محدود انیمیشن‌های در حال پخش در آن زمان و همین‌طور ساعات بسیار محدود پخش برنامه‌های کودکان در آن سال‌ها (کمتر از ده ساعت در هفته)، استقبال از این کارتون به حدی بود که روزنامه اطلاعات نیز مقاله‌ای را به آن اختصاص داد. و یکی از پرطرفدارترین و نوستالژی ترین کارتون تلویزیون دهه های پنجاه و شصت شد.

## داستان
پسر شجاع یک سریال چند قسمتی بود و هر قسمت آن یک داستان داشت. داستان‌های این کارتون در یک جنگل رخ می‌دهد و شخصیت اصلی آن یک بچه سگ آبی به نام پسر شجاع است.

دلیل بر شجاع و دلیر بودن این شخصیت نشانه اعتماد به نفس و تحمل سختی و نشان دادن آن به کودکان بوده و همچنین هوشیاری و مهربانی این شخصیت و احترام او به پدرش،  یک حس نوع دوستی را به این مجموعه برای کودکان به ویژه بزرگسالان داده است. 
داستان‌هایی که رخ میدهد معمولا بر اساس طبیعت (رعد و برق ، کسوف ، طوفان...) بوده و یا حیواناتی که برای تصاحب جنگل با نیرنگ و زور وارد آن بیشه شده که با شجاعت ، دلیری، همکاری و پیروزی پسر شجاع و دوستانش آن داستان خاتمه میگیرد. محوریت قصهٔ پسر شجاع داستان‌هایی بود که در جنگل می‌گذشت و دردسرهایی که یک گرگ، روباه و یک خرس قهوه‌ای برای او ایجاد می‌کردند. ما در نسخهٔ دوبله فارسی، آن‌ها را به نام‌های شیپورچی، روباه و خرس قهوه‌ای می‌شناختیم. گرچه خرس قهوه‌ای یک خرس نبود بلکه یک گورکن بود که در نسخهٔ دوبله فرانسوی آن هم به گورکن لقب داشته است.

## شخصیت‌ها و صداپیشگان

پسر شجاع

شخصیت‌های این سریال به رسم کارتون‌های آن زمان به دو گروه مثبت و منفی تقسیم می‌شدند. شخصیت‌های زیر شخصیت‌های مثبت این سریال بودند:
- پسر شجاع - نادره سالارپور/مهوش افشاری
- خانوم کوچولو - مهین برزوئی
- خرس مهربون - ناهید امیریان شمس‌آبادی
- پدر پسر شجاع - پرویز ربیعی
- آقای دکتر - پرویز نارنجی‌ها
- خرگوش کوچولو - نوشابه امیری

در کنار این‌ها سه شخصیت منفی زیر هم حضور داشتند:
- شیپورچی - تورج نصر
- روباه - اصغر افضلی
- خرس قهوه‌ای - جواد پزشکیان